# Sithon tharis
Sithon tharis är en fjärilsart som beskrevs av Jacob Hübner 1837. Sithon tharis ingår i släktet Sithon och familjen juvelvingar. Inga underarter finns listade i Catalogue of Life.